# Relación matemática

Ilustración de una relación de ejemplo en un conjunto A= {a, b, c, d }. Una flecha de x a y indica que la relación se mantiene entre x e y. La relación está representada por el conjunto {(a,a), (a,b), (a,d), (b,a), (b,d), (c,b), (d,c), (d,d) } de pares ordenados

En matemáticas, una relación en un conjunto es alguna clase de vínculo que puede darse o puede no darse (sin posibilidad de estados intermedios) entre dos miembros de un conjunto determinado. Por ejemplo, "ser menor que" es una relación en el conjunto de los números naturales; que se verifica entre 1 y 3 (lo que se expresa como 1<3), y también entre 3 y 4 (denotado como 3<4); pero que no se da entre 3 y 1 ni tampoco entre 4 y 4. Otro ejemplo puede ayudar a clarificar el concepto: "ser hermana de" es una relación en el conjunto de todas las personas, que se cumple, por ejemplo, entre Marie Curie y Bronisława Dłuska, y viceversa.
Los miembros del conjunto no pueden estar en relación "hasta cierto punto": o están en relación, o no lo están.

## Características generales
Formalmente, una relación R sobre un conjunto X puede verse como un conjunto de pares ordenados (x, y) de miembros de X. La relación R se mantiene entre x e y si (x, y) es miembro de R.
Por ejemplo, la relación "ser menor que" en los números naturales genera un conjunto infinito de pares de números naturales denominado Rmenor, que contiene tanto a (1,3) como a (3,4), pero ni a (3,1) ni a (4,4).
La relación "es un divisor de" en el conjunto de números naturales de un dígito es lo suficientemente pequeña como para mostrarse aquí:
Rdiv= {(2,4), (2,6), (2,8), (3,6), (3,9), (4,8) };
por ejemplo, 2 es un divisor no trivial de 8, pero no al revés, por lo tanto (2,8) ∈ Rdiv; y en cambio, (8,2) ∉ Rdiv.
Si R es una relación que se cumple para x e y, a menudo se escribe xRy. Para las relaciones más comunes en matemáticas, se introducen símbolos especiales, como "<" para "es menor que", y "|" para "es un divisor no trivial de", y, el más conocido símbolo "=" para "es igual que". Por ejemplo, "1<3", que se lee como "1 es menor que 3", y "(1,3) ∈ Rmenor" significan lo mismo; algunos autores también escriben "(1,3) ∈ (<)".
A continuación se mencionan algunas propiedades de las relaciones:
- Una relación R es reflexiva si xRx se cumple para todos los x, e irreflexiva si xRx no se cumple para ningún x.
- Es simétrica si xRy siempre implica yRx y asimétrica si xRy implica que yRx es imposible.
- Es transitiva si xRy y yRz siempre implican que xRz.

Por ejemplo, "es menor que" es una relación irreflexiva, asimétrica y transitiva, pero no reflexiva ni simétrica. La relación "es hermano de" es transitiva, pero no reflexiva (por ejemplo, Pierre Curie no es hermano de sí mismo), ni simétrica ni asimétrica; si bien ser irreflexivo o no puede ser una cuestión de definición (¿es cada mujer hermana de sí misma?). La relación "es antepasado de" es transitiva, mientras que "es padre de" no lo es.
Se han declarado numerosos teoremas matemáticos sobre combinaciones de propiedades de relación, como "Una relación transitiva es irreflexiva si, y solo si, es asimétrica".
De particular importancia son las relaciones que satisfacen ciertas combinaciones de propiedades. Un conjunto parcialmente ordenado está definido mediante una relación reflexiva, antisimétrica y transitiva, una relación de equivalencia es una relación reflexiva, simétrica y transitiva, una función es una relación única por la derecha y total por la izquierda (véase más adelante).
Dado que las relaciones operan sobre conjuntos, se pueden manipular mediante operaciones de conjuntos, incluidas operaciones como la unión, la intersección y la complementación, y satisfaciendo las leyes de un álgebra de conjuntos. Más allá de este hecho, están disponibles operaciones como la inversa de una relación y la composición de relaciones, que satisfacen las leyes del cálculo de relaciones.
El concepto anterior de relación se ha generalizado para admitir relaciones entre miembros de dos conjuntos diferentes ("relación heterogénea", como en el caso de la relación "se encuentra en" definida entre el conjunto de todos los puntos y el de todas las rectas en geometría), relaciones entre tres o más conjuntos (relación finita, como en el caso de "la persona x,, vive en la ciudad y,, en el momento z,,"), y relaciones entre clases (como en el caso de "es un elemento de" en la clase de todos los conjuntos; véase relación binaria).

## Definición
Dado un conjunto X, una relación R sobre X es un conjunto de pares ordenados de elementos de X. Formalmente: R ⊆ {(x,y): x,y ∈ X}.
La declaración (x, y) ∈ R se interpreta como que "x está R-relacionado con y"; y escrita en notación de infijo toma la forma xRy. El orden de los elementos es importante; si x ≠ y entonces yRx puede ser verdadero o falso independientemente de xRy. Por ejemplo, 3 divide a 9, pero 9 no divide a 3.

## Representación de relaciones
| yx                                          | 1  | 2   | 3   | 4   | 6   | 12  |
| ------------------------------------------- | -- | --- | --- | --- | --- | --- |
| 1                                           | No | Yes | Yes | Yes | Yes | Yes |
| 2                                           | No | No  | No  | Yes | Yes | Yes |
| 3                                           | No | No  | No  | No  | Yes | Yes |
| 4                                           | No | No  | No  | No  | No  | Yes |
| 6                                           | No | No  | No  | No  | No  | Yes |
| 12                                          | No | No  | No  | No  | No  | No  |
| Representación de Rdiv como matriz booleana |    |     |     |     |     |     |

Una relación R sobre un conjunto finito X puede representarse como:
- Un grafo dirigido: Cada miembro de X corresponde a un vértice; una arista dirigida de x a y existe si, y solo si, (x,y) ∈ R.
- Una matriz booleana: Los miembros de X están organizados en alguna secuencia fija x1,...,xn; la matriz tiene orden n×n, siendo el elemento en la línea i, columna j, , si (xi,x j) ∈ R, y , en caso contrario.
- Un gráfico 2D: Como generalización de una matriz booleana, una relación en el conjunto (infinito) ℝ de los números reales se puede representar como una figura geométrica bidimensional: usando coordenadas cartesianas, dibujar los puntos (x,y) tales que (x,y) ∈ R.

Una relación transitiva R en un conjunto finito X también se puede representar como:
- Un diagrama de Hasse: Cada miembro de X corresponde a un vértice, y los vínculos dirigidos se dibujan de manera que exista un camino de x a y si, y solo si, (x,y) ∈ R. En comparación con una representación mediante un gráfico dirigido, un diagrama de Hasse necesita menos vínculos, lo que da lugar a una imagen menos enredada. Dado que la relación "existe un camino dirigido de x a y" es transitiva, en los diagramas de Hasse solo se pueden representar relaciones transitivas. Por lo general, el diagrama está diseñado de manera que todos los vínculos apunten hacia arriba, y se omiten las flechas.

Por ejemplo, en el conjunto de todos los divisores de 12, se define la relación Rdiv mediante
x Rdiv y si x es un divisor de y,  y además x≠y.
Formalmente, X = { 1, 2, 3, 4, 6, 12 } y Rdiv = { (1,2), (1,3), (1,4), (1 ,6), (1,12), (2,4), (2,6), (2,12), (3,6), (3,12), (4,12), (6,12 ) }. La representación de Rdiv como una matriz booleana se muestra en la tabla del medio; mientras que en la imagen de la izquierda se muestra la representación como diagrama de Hasse y como gráfico dirigido.
Las siguientes expresiones son equivalentes:
- x Rdiv y es verdadera.
- (x, y) ∈ Rdiv.
- Existe una ruta de x a y en el diagrama de Hasse que representa Rdiv.
- Existe una arista de x a y en el gráfico dirigido que representa Rdiv.
- En la matriz booleana que representa Rdiv, el elemento en la fila x, columna y es "".

Como otro ejemplo, se define la relación Rel en ℝ mediante:
x Rel y si x2+xy+y2=1.
La representación de Rel como un gráfico 2D genera una elipse (véase la imagen de la derecha). Dado que ℝ no es finito, no se puede utilizar ni un gráfico dirigido, ni una matriz booleana finita, ni un diagrama de Hasse para representar Rel.

## Propiedades de las relaciones
Algunas propiedades importantes que puede tener una relación R sobre un conjunto X son:
ReflexivaPara todos los x ∈ X, xRx. Por ejemplo, ≥ es una relación reflexiva pero > no lo es.
Irreflexiva (o estricta)Para todos los x ∈ X, no se cumple que xRx. Por ejemplo, > es una relación irreflexiva, pero ≥ no lo es.
Las 2 alternativas anteriores no son exhaustivas; por ejemplo, la relación roja y= x2 que se muestra en el siguiente diagrama no es irreflexiva ni reflexiva, ya que contiene el par (0, 0), pero no (2, 2), respectivamente.
SimétricaPara todos los x, y ∈ X, si xRy entonces yRx. Por ejemplo, "es un pariente consanguíneo de" es una relación simétrica, porque x es un pariente consanguíneo de y si y solo si y es un pariente consanguíneo de x.
AntisimétricaPara todos los x, y ∈ X, si xRy y yRx entonces x = y. Por ejemplo, ≥ es una relación antisimétrica; también lo es >, pero vaccuamente (la condición en la definición siempre es falsa).
AsimétricaPara todos los x, y ∈ X, si xRy entonces no se cumple que yRx. Una relación es asimétrica si y solo si es a la vez antisimétrica e irreflexiva. Por ejemplo, > es una relación asimétrica, pero ≥ no lo es.
Nuevamente, las tres alternativas anteriores están lejos de ser exhaustivas. Por ejemplo, en el caso de los números naturales, la relación xRy definida por x > 2 no es simétrica (por ejemplo, 5R1, pero no 1R5) ni antisimétrica (por ejemplo, 6R4, pero también 4R6), y mucho menos asimétrica.
TransitivaPara todos los x, y, z ∈ X, si xRy y yRz entonces xRz. Una relación transitiva es irreflexiva si y solo si es asimétrica. Por ejemplo, "es antepasado de" es una relación transitiva, mientras que "es padre de" no lo es.
ConexaPara todos los x, y ∈ X, si x ≠ y entonces xRy o yRx. Por ejemplo, en los números naturales, la relación < es conexa, mientras que "es un divisor de" no lo es (por ejemplo, ni 5R7 ni 7R5).

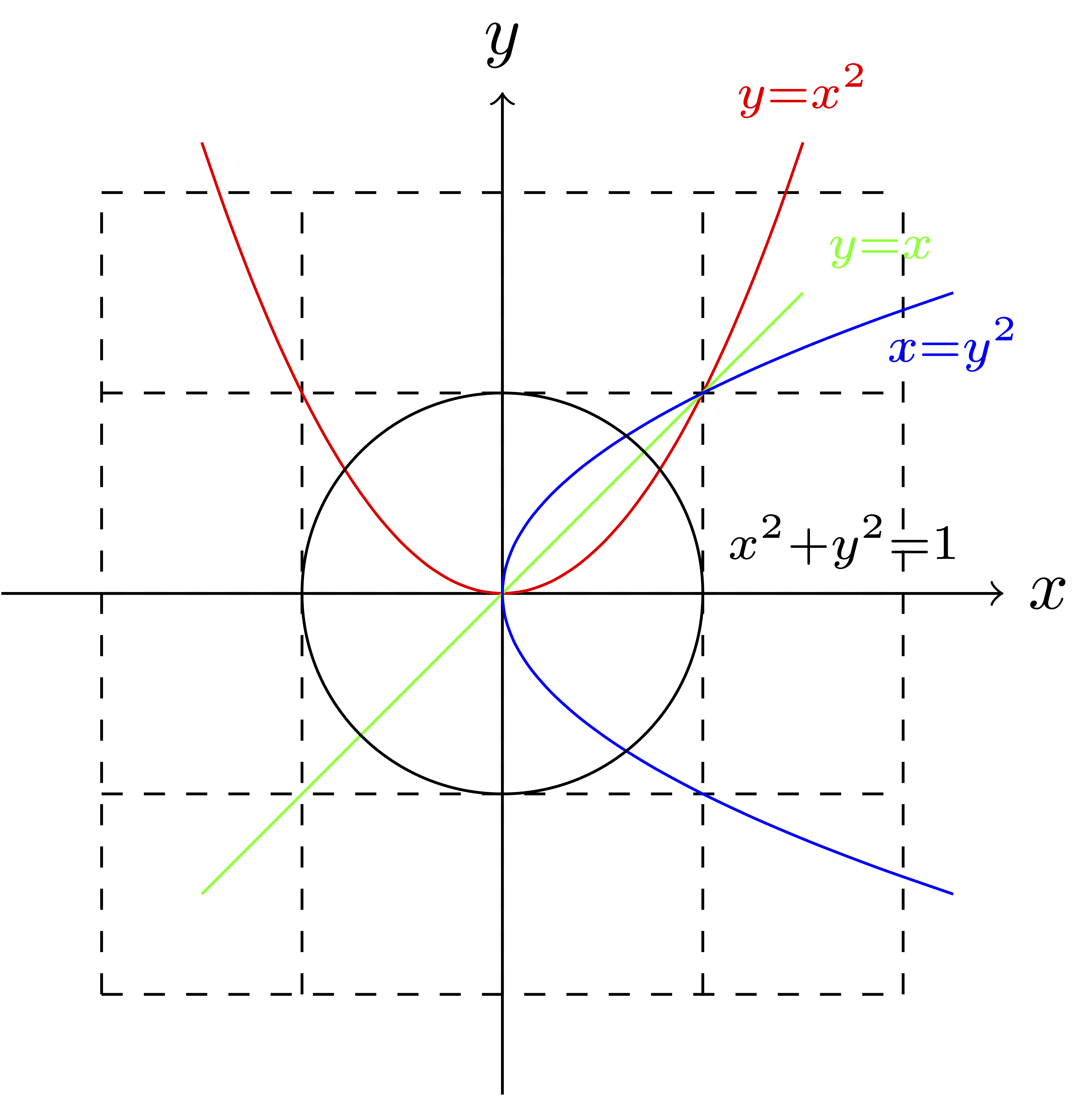
Ejemplos de cuatro tipos de relaciones sobre los números reales: uno a uno (en verde); uno a varios (en azul); varios a uno (en rojo); y varios a varios (en negro). Se utiliza una representación gráfica en 2D

Fuertemente conexaPara todos los x, y ∈ X, xRy o yRx. Por ejemplo, en los números naturales, ≤ es una relación fuertemente conexa, pero < no lo es.
Propiedades de unicidad:
Inyectiva (también llamada única por la izquierda)Para todos los x, y, z ∈ X, si xRy y zRy entonces x= z. Por ejemplo, las relaciones verde y azul en el diagrama son inyectivas, pero la roja no lo es (ya que relaciona −1 y 1 con 1), ni la negra (ya que relaciona −1 y 1 con 0). .
Funcional (también llamada única por la derecha, definida por la derecha o univalente)Para todos los x, y, z ∈ X, si xRy y xRz entonces y= z. Esta relación se llama función parcial. Por ejemplo, las relaciones roja y verde en el diagrama son funcionales, pero la azul no lo es (ya que relaciona 1 con −1 y 1), ni la negra (ya que relaciona 0 con −1 y 1).
Propiedades de totalidad:
Serial (también llamada total o total por la izquierda)Para todo x ∈ X, existe algún y ∈ X tal que xRy. Esta relación se denomina función multivaluada. Por ejemplo, las relaciones representadas en color rojo y en verde en el diagrama son totales, pero la azul no lo es (ya que no relaciona −1 con ningún número real), ni la negra (ya que no relaciona 2 con ningún número real). Como otro ejemplo, > es una relación serial sobre números enteros. Pero no es una relación serial sobre los números enteros positivos, porque no hay y en los números enteros positivos tales que 1 > y. Sin embargo, < es una relación serial entre los números enteros positivos, los números racionales y los números reales. Cada relación reflexiva es serial: para un x determinado, se puede elegir un y= x.
Sobreyectiva (también llamada total por la derecha)Para todo y ∈ Y, existe un x ∈ X tal que xRy. Por ejemplo, las relaciones verde y azul en el diagrama son sobreyectivas, pero la roja no lo es (ya que no relaciona ningún número real con −1), ni la negra (ya que no relaciona ningún número real con 2).

### Combinaciones de propiedades
|                          | Reflexividad | Simetría | Transitividad | Conectividad | Ejemplo                   |
| ------------------------ | ------------ | -------- | ------------- | ------------ | ------------------------- |
| Orden parcial            | Refl         | Antisim  | Sí            |              | Subconjunto               |
| Orden parcial estricto   | Irrefl       | Asim     | Sí            |              | Subconjunto estricto      |
| Orden total              | Refl         | Antisim  | Sí            | Sí           | Orden alfabético          |
| Orden total estricto     | Irrefl       | Asim     | Sí            | Sí           | Orden alfabético estricto |
| Relación de equivalencia | Refl         | Sim      | Sí            |              | Igualdad                  |
Las relaciones que satisfacen ciertas combinaciones de las propiedades anteriores son particularmente útiles y, por lo tanto, han recibido nombres propios.
Relación de equivalenciaUna relación que es reflexiva, simétrica y transitiva. También es una relación simétrica, transitiva y serial, ya que estas propiedades implican reflexividad.
Órdenes:
Orden parcialUna relación que es reflexiva, antisimétrica y transitiva.
Orden parcial etrictoUna relación que es irreflexiva, antisimétrica y transitiva.
Orden totalRelación reflexiva, antisimétrica, transitiva y conexa.
Orden total estrictoUna relación irreflexiva, antisimétrica, transitiva y conexa.
Propiedades de unicidad:
Uno a unoInyectiva y funcional. Por ejemplo, la relación verde en el diagrama es uno a uno, pero las rojas, azules y negras no lo son.
Uno a variosInyectiva y no funcional. Por ejemplo, la relación azul en el diagrama es de uno a varios, pero las rojas, verdes y negras no lo son.
Varios a unoFuncional y no inyectiva. Por ejemplo, la relación roja en el diagrama es de varios a uno, pero las verdes, azules y negras no lo son.
Varios a variosNo inyectiva ni funcional. Por ejemplo, la relación negra en el diagrama es de varios a varios, pero las rojas, verdes y azules no lo son.
Propiedades de unicidad y totalidad:
Una funciónRelación funcional y total. Por ejemplo, las relaciones roja y verde en el diagrama son funciones, pero las azules y negras no lo son.
Una inyecciónUna función que es inyectiva. Por ejemplo, la relación verde en el diagrama es una inyección, pero la roja, la azul y la negra no lo son.
Una sobreyecciónUna función que es sobreyectiva. Por ejemplo, la relación verde en el diagrama es una sobreyección, pero la roja, la azul y la negra no lo son.
Una biyecciónUna función que es inyectiva y sobreyectiva. Por ejemplo, la relación verde en el diagrama es una biyección, pero no así la roja, la azul ni la negra.

## Operaciones con relaciones
Unión Si R y S son relaciones sobre X, entonces R ∪ S= {(x, y) | xRy o xSy} es la relación unión de R y S. El elemento de identidad de esta operación es la relación vacía. Por ejemplo, ≤ es la unión de < y =, y ≥ es la unión de > y =.
IntersecciónSi R y S son relaciones sobre X, entonces R ∩ S= {(x, y) | xRy y xSy} es la relación intersección de R y S. El elemento de identidad de esta operación es la relación universal. Por ejemplo, "es una carta inferior del mismo palo que" es la intersección de "es una carta inferior que" y "pertenece al mismo palo que".
ComposiciónSi R y S son relaciones sobre X, entonces S ∘ R= {(x, z) | donde existe y ∈ X tal que xRy e ySz} (también indicado por R; S) es la relación composición de R y S. El elemento de identidad es la relación de identidad. El orden de R y S en la notación S ∘ R, utilizada aquí, concuerda con el orden de notación estándar para una función compuesta. Por ejemplo, la composición "es madre de" ∘ "es padre de" produce "es abuelo materno de", mientras que la composición "es madre de" ∘ "es madre de" produce "es abuela de". Para el primer caso, si x es el padre de y e y es la madre de z, entonces x es el abuelo materno de z.
InversiónSi R es una relación entre los conjuntos X e Y, entonces RT= {(y, x) | xRy} es la relación inversa de R sobre Y y  X. Por ejemplo, = es el recíproco de sí mismo, al igual que ≠, y la relación < y la relación > son recíprocas entre sí, al igual que ≤ y ≥.
ComplementoSi R es una relación sobre X, entonces R= {(x, y) | x, y ∈ X y no xRy} (expresión también denotada por R o ¬ R) es la relación complementaria de R. Por ejemplo, = y ≠ son complementos entre sí, al igual que ⊆ y ⊈, ⊇ y ⊉, y ∈ y ∉, y, para un orden total, también < y ≥, y > y ≤. El complemento de la relación inversa RT es el inverso del complemento: {\displaystyle {\overline {R^{\mathsf {T}}}}={\bar {R}}^{\mathsf {T}}.}
RestricciónSi R es una relación sobre X y S es un subconjunto de X, entonces R|S= {(x, y) | xRy y x, y ∈ S} es la relación restricción de R a S. La expresión R|S= {(x, y) | xRy y x ∈ S} es la relación de restricción a la izquierda de R a S; la expresión R|S= {(x, y) | xRy e y ∈ S} se llama relación de restricción por la derecha de R a S. Si una relación es reflexiva, irreflexiva, simétrica, antisimétrica, asimétrica, transitiva, total, tricotómica, parcialmente ordenada, totalmente ordenada, débil y estrictamente ordenada, totalmente preordenada (orden débil) o equivalente, entonces también lo son sus restricciones. Sin embargo, el cierre transitivo de una restricción es un subconjunto de la restricción del cierre transitivo, es decir, en general no es igual. Por ejemplo, restringir la relación "x es padre de y" a mujeres produce la relación "x es madre de la mujer y"; y su cierre transitivo no relaciona a una mujer con su abuela paterna. Por otro lado, el cierre transitivo de "es padre de" es "es antepasado de"; su restricción a las mujeres relaciona a una mujer con su abuela paterna.
Una relación R sobre los conjuntos X e Y se dice que está contenida en una relación S sobre X e Y, se escribe {\displaystyle R\subseteq S,} si  R es un subconjunto de S, es decir, para todo {\displaystyle x\in X} e {\displaystyle y\in Y,} si xRy, entonces xSy. Si R está contenida en S y S está contenida en R, entonces R y S se llaman iguales, lo que se escribe R = S. Si R está contenida en S pero S no está contenida en R, entonces se dice que R es más pequeña que S, escrito R ⊊ S. Por ejemplo, en los números racionales, la relación > es menor que ≥ e igual a la composición > ∘ >.

## Teoremas sobre relaciones
- Una relación es asimétrica si, y solo si, es antisimétrica e irreflexiva.
- Una relación transitiva es irreflexiva si, y solo si, es asimétrica.
- Una relación es reflexiva si, y solo si, su complemento es irreflexivo.
- Una relación es fuertemente conexa si, y solo si, es conexa y reflexiva.
- Una relación es igual a su inversa si, y solo si, es simétrica.
- Una relación es conexa si, y solo si, su complemento es antisimétrico.
- Una relación es fuertemente conexa si, y solo si, su complemento es asimétrico.[17]
- Si la relación R está contenida en la relación S, entonces
  - Si R es reflexiva, conexa, fuertemente conexa, total por la izquierda o total por la derecha, entonces también lo es S.
  - Si S es irreflexiva, asimétrica, antisimétrica, única por la izquierda o única por la derecha, entonces también lo es R.
- Una relación es reflexiva, irreflexiva, simétrica, asimétrica, antisimétrica, conexa, fuertemente conexa y transitiva si su recíproca lo es, respectivamente.

## Ejemplos
- Teoría del orden, incluidos conjuntos parcialmente ordenados:
  - Desigualdad matemática
  - Mayor qué o igual a
  - Desigualdad matemática
  - Menos que o igual a
  - Divisibilidad (uniformemente)
  - Subconjunto de
- Relaciones de equivalencia:
  - Igualdad
  - Paralelo a (para los espacios afines)
  - Estar en biyección con
  - Isomorfismo
- Relación de tolerancía, una relación reflexiva y simétrica:
  - Relación de dependencia, una relación de tolerancia finita
  - Relación de dependencia, el complemento de alguna relación de dependencia.
- Parentescos

## Generalizaciones
El concepto anterior de relación se ha generalizado para admitir relaciones entre miembros de dos conjuntos diferentes.
Dados los conjuntos X e Y, una relación binaria R sobre X e Y es un subconjunto formado por {(x,y): x∈X, y∈Y}.
Cuando X= Y, se obtiene el concepto de relación descrito anteriormente; a menudo se le llama relación homogénea (o endorelación) para distinguirla de su generalización.
Las propiedades y operaciones anteriores marcadas como "" y como"", respectivamente, se generalizan a las relaciones heterogéneas.
Un ejemplo de relación heterogénea es "el océano x limita con el continente y". Los ejemplos más conocidos son las funciones con distintos dominios y rangos, como sucede con la relación {\displaystyle {\text{raíz cuadrada}}:\mathbb {N} \rightarrow \mathbb {R} _{+}.}